# ماهی چشم‌درشت کوچک
ماهی چشم‌درشت کوچک (نام علمی: Pristigenys alta) نام یک گونه از تیره تیبرماهیان است که حدود ۲۰ سانتی‌متر طول دارد و مشخصهٔ بارز آن چشمان درشتش است. این ماهی در غرب اقیانوس اطلس و امتداد سواحل شرقی آمریکای شمالی، خلیج مکزیک و وست ایندیز یافت می‌شود.
ماهی چشم‌درشت کوچک معمولاً تنها و در عمق ۵ تا ۲۰۰ متری همجوار صخره‌های مرجانی زندگی می‌کند.